# Kaleidoscalp
Kaleidoscalp är det femtonde studioalbumet av gitarristen Buckethead. På några av låtarna i albumet används instrument och effekter som har Circuit bending för att skapa ljud som inte liknar något som tidigare hörts på Bucketheads album.
Släppt på John Zorns Tzadik etikett, anges Zorn som producent. Albumet innehåller låten The Android i Notre Dame som är en hyllning till Pantera-gitarristen Dimebag Darrell som dödades på en konsert. Låten hette först Dime (smeknamnet på Darrell) och släpptes kort efter händelsen på hans webbsida utan någon kostnad och släpptes senare på albumet med spår av ciruit-bent instrument tillsatta.
I januari 2009 släppte han albumet Slaughterhouse on the Prairie, som innehåller en andra del till låten Rack Maintenance.

## Låtlista
Alla låtar är skrivna och komponerade av Buckethead och Dan Monti. 
| Nr           | Titel                                           | Längd |
| ------------ | ----------------------------------------------- | ----- |
| 1.           | Frankenseuss Laboratories                       | 4:33  |
| 2.           | Stun Pike and the Jack in the Box Head          | 4:12  |
| 3.           | Music Box Innards                               | 3:46  |
| 4.           | Breakfast Cyborg                                | 4:22  |
| 5.           | The Bronze Bat                                  | 0:38  |
| 6.           | The Last Ride of the Bozomobile                 | 2:03  |
| 7.           | Rack Maintenance                                | 4:35  |
| 8.           | The Sticker on Hallucinogens                    | 1:41  |
| 9.           | Pylon Shift                                     | 4:32  |
| 10.          | Citadel                                         | 3:29  |
| 11.          | The Slunk, the Gutter and the Candlestick Maker | 4:18  |
| 12.          | The Android of Notre Dame                       | 3:39  |
| 13.          | She Sells Sea Shells by the Slaughterhouse      | 11:43 |
| Total längd: | Total längd:                                    | 53:31 |

## Lista över medverkande
- Producerad av Dan Monti och Albert
- Verkställande producent: John Zorn
- förbunden producent: Kazunori Sugiyama
- Inspelad vid the Slaughterhouse
- Programmerad och mixad av Dan Monti
- Behärskad av Scott Hull
- omslag konst: Bryan Theiss